# Joseph Hennequin
Pour les articles homonymes, voir Hennequin.
Joseph Hennequin (né à Gannat le 11 avril 1748 et mort à Gannat le 31 octobre 1837) a été élu maire de Gannat en 1789. Il fut député à l’Assemblée législative en 1791, sous-préfet de l’Allier et député au Corps législatif de 1807 à 1814.

## Biographie
Il appartient à une des familles les plus notables de la bourgeoisie gannatoise, qui a donné de nombreux officiers de la châtellenie. Son beau-frère, Philibert Deslesvaux, a été avant la Révolution président au grenier à sel de Gannat. 
Il est formé au collège d'Effiat, puis va à Paris pour faire ses études de droit.
En 1775, il achète une charge de trésorier général de France au Bureau des finances de la généralité de Riom. Cette charge apportait la noblesse.
Il est aussi poète (La Terrasse de Langlar) et traduisit des romans anglais et italiens, comme l'Orlando furioso.
Il ne se marie pas et n'a pas de postérité.
Son nom a été donné à la place principale du centre historique de Gannat, près de l'église Sainte-Croix ; le collège de la ville porte son nom.
Sa statue est érigée à Gannat, à l’angle de l’avenue Jean-Jaurès et de la rue Saint-James en 1895. Fin 2008, elle est placée devant le collège Joseph-Hennequin. À l'origine, une statue en bronze avait été commandée à l'initiative du maire de Gannat, Louis-Gabriel Delarue, au sculpteur Jean Coulon (1853 - 1923), et fondue par Véry ; ce buste fut réquisitionné en 1942 pour en récupérer le métal. Une nouvelle statue en pierre fut commandée en 1971 au sculpteur Jacques Missé (Alger 1919 - Antibes 1998), qui avait une maison et un atelier à Broût-Vernet.

## Sources
- « Joseph Hennequin », dans Adolphe Robert et Gaston Cougny, Dictionnaire des parlementaires français, Edgar Bourloton, 1889-1891 [détail de l’édition]
- Henri de Frémont, Généalogies de familles bourbonnaises, IV, 1993, p. 690-691.
- Pierre Meilheurat, Nécrologie, in Bull. Soc. Émul. Dépmt. Allier, V, 1856, p. 416 et suiv.